# Glockengießerei Heinrich Humpert
Die Glockengießerei Heinrich Humpert (verbunden mit J.B. du Bois) war von 1762 bis 1957 in Brilon ansässig. Ab 1918 bis zur Auflösung 1957 trug die Firma  den Namen Glockengießerei Albert Junker, benannt nach dem neuen Besitzer.

## Geschichte

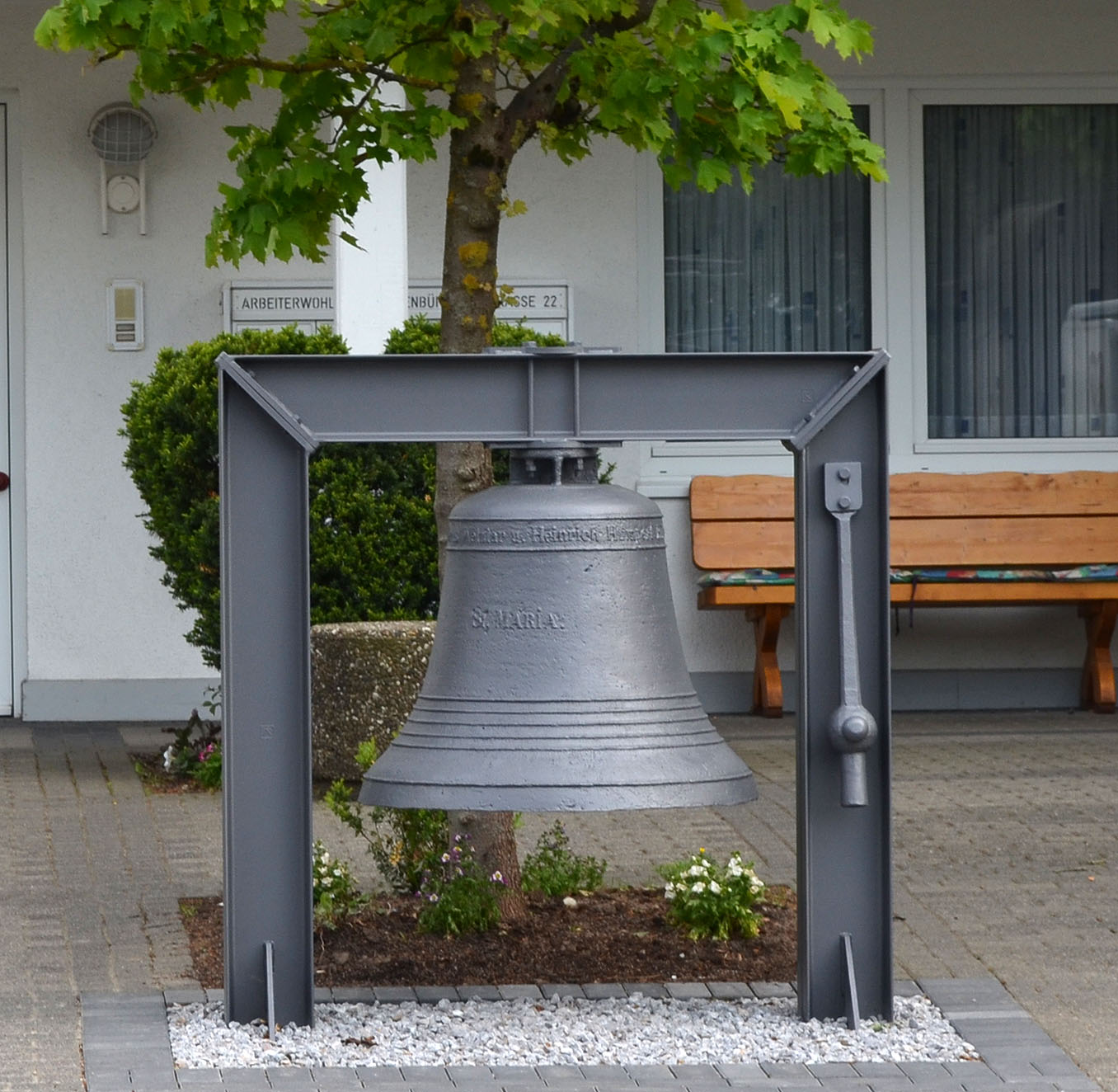
Glocke am ehemaligen Produktionsstandort

Die Gießerei bestand seit 1762. Sie wurde von Caspar Greve aus Grevenstein, der in der lothringisch-westfälischen Glockengießertradition stand, gegründet und blieb über Jacob Greve, Heinrich und Franz Humpert bis 1918 im  Familienbesitz. Die Gießerei wurde dann an Albert Junker und Bernard Edelbrock verkauft, da der Sohn von Franz Humpert im Ersten Weltkrieg fiel.
An anderer Stelle steht: Die Glockengießerei Heinrich Humpert war geschäftlich verbunden (wahrscheinlich ein Nachfolgeunternehmen) mit Jean Baptiste du Bois (Dubois), einem von mehreren französischen Glockengiessern (neben Alexius Petit d. J. und Petrus Boitel), die in Westfalen tätig waren und die Klang- und Gussqualität westfälischer Glocken deutlich verbesserten. Da man schwere Glocken zu der Zeit noch nicht transportieren konnte, waren die Glockengießer wie du Bois auf Wanderschaft. Die großen Glocken wurden vor Ort gegossen. Jean Baptiste du Bois ließ sich um 1844 in Paderborn bzw. Brilon nieder. Heinrich Humpert (1815–1888) lernte bei du Bois und übernahm das Unternehmen, welches fortan seinen Namen trug. Es wurde von seinem Sohn Franz (1851–1934) weitergeführt. Danach besaßen Albert Junker (1884–1952) und Bernhard Edelbrock († 1934) das Unternehmen. Es ist nicht bekannt, ob Edelbrock aus der Gescheraner Glockengießerfamilie Edelbrock (Petit und Edelbrock) stammte. Der Sohn Albert Junker junior leitete das Unternehmen von 1952 bis 1955. Im Jahr 1957 wurde es aufgelöst.
Bekannt war die Glockengießerei für die Briloner Sonderbronze: Hierbei handelt es sich um eine zinnfreie, devisensparende Legierung aus ca. 92 % Kupfer und ca. 8 % Silicium, die nur in Brilon entwickelt wurde. Ob die Glockengießerfamilie Humpert auch die Briloner Bürgerglocke 1506 gegossen hat, ist bislang nicht erforscht.
Nach dem Ersten Weltkrieg wurden viele Kirchenglocken gegossen, da infolge der Einschmelzung zur Materialbeschaffung während des Krieges in zahlreichen Kirchtürmen Glocken fehlten. In der Nachkriegszeit gab es zunächst Probleme mit der Rohstoffversorgung. Die anschließende Inflation verzögerte die Bestellung vieler Kirchengemeinden. In dieser Zeit arbeitete die Glockengießerei mit dem Bochumer Verein und Buderus in Wetzlar zusammen, die Glocken in Gussstahl produzierten. Humpert vertrieb diese Glocken.
Im Erzbistum Köln hat die Glockengießerei mindestens 38 Glocken gegossen.

## Glockengießerschule
Bei einem internationalen Kongress der Glockenexperten und -gießer in Frankfurt im Juli 1927 forderte Peter Giesbacher die Gründung einer Glockengießerschule. Mitte 1929 wurde in Brilon die Glockengießerschule der Firma Heinrich Humpert eröffnet. Die Schule wurde von vielen führenden Experten unterstützt. Die Schüler sollten wissenschaftlich und praktisch ausgebildet werden. Die Schüler kamen unter anderem aus Deutschland, Frankreich, Polen, der Tschechoslowakei, der Schweiz und Österreich. Diese einzige Glockengießerschule der Welt wurde 1933 von den Nationalsozialisten geschlossen unter dem Vorwand, dass international die Kunst des Glockengießens zu lehren vaterlandsfeindlich sei.

## Glockenproduktion

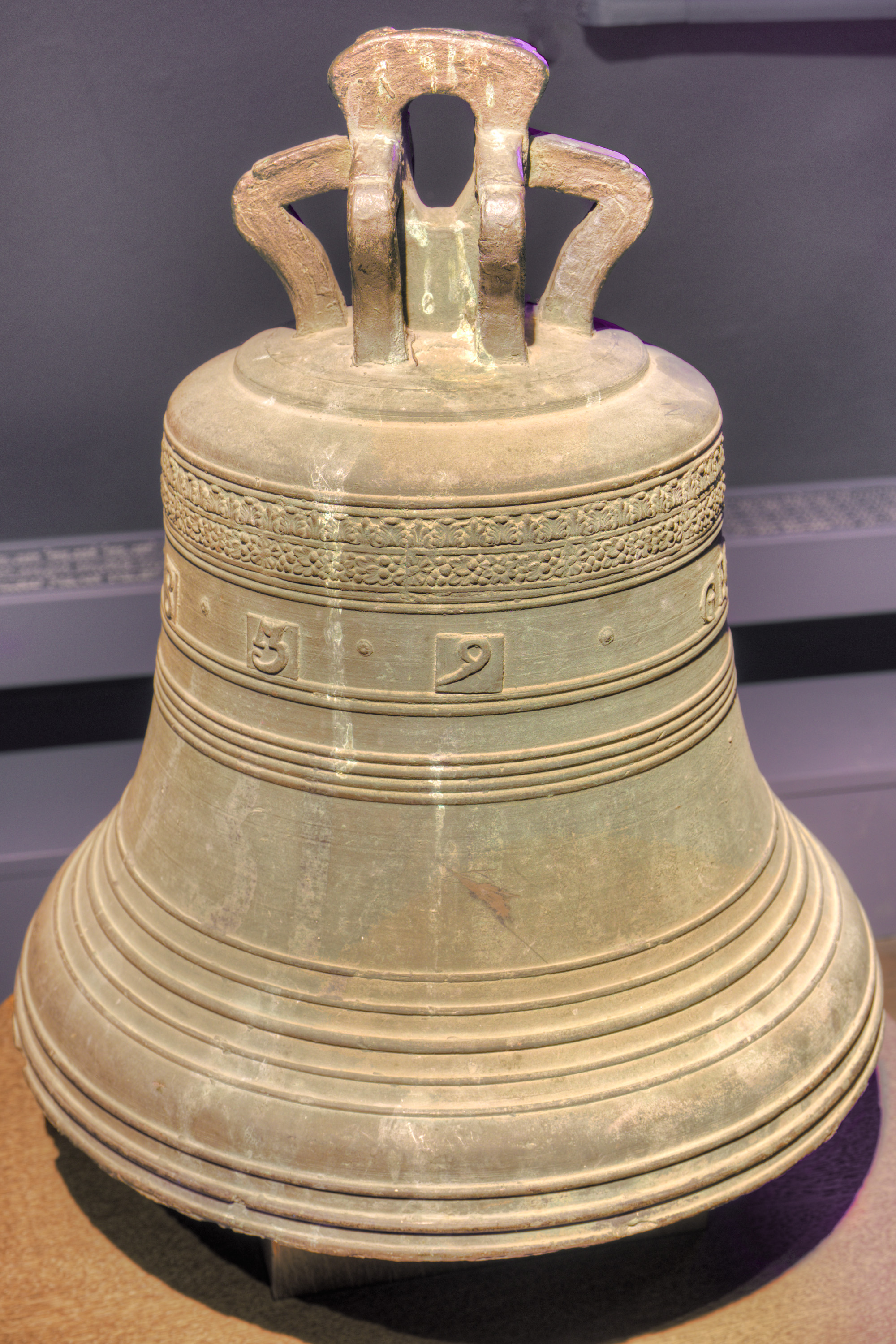
Glocke des ehemaligen Uhrwerks der Propsteikirche St. Petrus und Andreas; gegossen von Heinrich Humpert und Jacob Greve.

- Pfarrkirche St. Marien Ahlen: dritte Glocke (d' ?) gegossen 1844 von Dubois; Glockenguss in Ahlen, Südenwall; Ablieferung 25. August 1918.[5]
- St. Saturnina, Bad Driburg: eine Glocke 1946
- St. Liborius, Bad Wildungen: drei Glocken 1937 (Schlagtonfolge es1-ges1-as1)
- St. Blasius, Balve: insgesamt sechs Glocken, eine Glocke 1926, (Schlagton es2), fünf Glocken 1949 (Schlagtonfolge b0-des1-as1-b1-ges2) zu zwei historischen Glocken (es1-ges1).
- Evangelische Auferstehungskirche, Bebra: vier Glocken 1947 (Schlagtonfolge a0-c1-d1-f1)
- Propsteikirche St. Petrus und Andreas, Brilon: insgesamt drei Glocken, zwei 1946 (Schlagtonfolge d1-f1), eine 1947 (Schlagton b0)
- Pfarrkirche St. Vinzenz Echthausen bei Wickede: drei Glocken 1949 (Schlagtonfolge gis1-ais1-cis1)[6]
- St. Lambertus Erftstadt-Bliesheim: Glockengießerei Heinrich Humpert (22. Mai 1926).[7]
- St. Petrus Gesmold: zwei Glocken 1927, erneuert 1949 (Schlagtonfolge c1-es1), zu einer historischen (f1) von 1564
- Martin-Luther-Kirche (Gütersloh): zwei Glocken 1947 (Schlagtonfolge c1-g1), zu einer historischen e1 von 1485
- Kath. Pfarrkirche St. Peter und Paul Herdwangen (Kreis Sigmaringen): fünf Glocken aus Briloner Sonderbronze, Geläutemotiv: e1- fis1- gis1- h1 - e2, Gussjahr: 1949 (Albert Junker)[8]
- St. Augustinus Keppel Hilchenbach-Dahlbruch: drei Glocken (1924); ersetzt durch drei neue Glocken 1947 (Albert Junker, Brilon).
- Prot. Kirche, Kaiserslautern-Erfenbach: vier Glocken 1953 (Schlagtonfolge e1-g1-a1-h1)
- Katholische Kirche St. Severin, Karken: zwei Glocken 1924 (e1–g1)
- Katholische Pfarrkirche St. Nikolaus Kottenheim: Die Nikolaus-Glocke (es, 27 Ztr.), Marien-Glocke (ges, 15 Ztr.), Antonius-Glocke (as, 11 Ztr.) und Josef-Glocke (b, 8 Ztr.) werden 1952 geliefert. Drei der Glocken werden 1999 der Pfarrei der Stadt Baranowiczi in Weißrussland gespendet. Die Nikolaus-Glocke steht heute auf dem Kirchengelände.[9]
- St. Marien Lemgo: Umgießen einer Glocke zusammen mit Jacob Greve (1835).
- Katholische St. Bonifatiuskirche Lorchhausen: Vier Glocken aus Briloner Sonderbronze, Geläutemotiv: d`- fis`- a`- h`, Gußjahr: 1947 (Albert Junker)[10]
- Pauluskirche, Ludwigshafen: sechs Glocken 1954 (Schlagtonfolge cis1-e1-gis1-h1-cis2-dis2)
- St. Nikolaus Meschede: (1771 du Bois eine Glocke), (1843 du Bois drei Glocken), (1921 vier Glocken), (1945 drei Glocken).[11]
- Kath. Pfarrkirche Herz Jesu, Müllheim: vier Glocken 1952 (Schlagtonfolge f1-as1-b1-des2)
- Evangelische Martinskirche Pfinztal-Berghausen: Drei Glocken f´-g´-b´ (1950)
- Katholische St. Katharina-Kirche Ransel: Drei Glocken aus Briloner Sonderbronze, Geläutemotiv: h`- d`` - e``, Gußjahr: 1952 (Albert Junker)[12]
- Pfarrkirche St. Antonius von Padua, Rheine: sieben Glocken 1919 (a0–c1–d1–e1–g1–a1–c2)
- Katholische St. Anna-Kirche Sauerthal: Drei Glocken aus Briloner Sonderbronze, Geläutemotiv: e``- g``- a``, Gußjahr: 1952 (Albert Junker)[13]
- Prot. Kirche, Schwegenheim: vier Glocken 1950 (Schlagtonfolge cis1-e1-fis1-a1)
- Stadtkirche St. Stephan Schweinsberg: eine Glocke 1949 (Schlagton h1)
- Katholische Pfarrkirche St. Hippolytus (Troisdorf): Vier Glocken mit den Namen Christus (Schlagton cis'+5) Hippolytus (e'+4), Maria (fis'+7) und Engel (d''-5). Gussjahr 1949.[14]
- St. Laurentius, Warendorf: fünf Glocken 1947 (Schlagtonfolge b0-c1-d1-f1-g1)
- St. Kilian Welda: drei Glocken 1921
- Mariä Himmelfahrt Werneck: fünf Glocken 1950 (Schlagtonfolge d1-f1-g1-b1-c2)
- Marienkirche Witten: ursprünglich drei Glocken von du Bois (1844),[15] vier Guss-Stahlglocken von den Gebr. Humpert aus Brilon beschafft, die bei den Buderus-Werken in Wetzlar gegossen wurden (1920).
- Wormser Dom: drei Glocken 1949 (Schlagtonfolge c1-e1-g1), 2018 Erweiterung durch die Glockengießerei Rincker mit fünf Glocken.
- Evangelisch-reformierte Kirche, Wuppertal-Ronsdorf: drei Glocken 1858 von der Fa. Dubois, Paderborn (Schlagtonfolge es1-f1-ges1)
- Pfarrkirche St. Michael, Waldbröl, eine Glocke Josef 1924 von Albert Junker u. Bernard Edelbrock, Fa. Junker & Edelbrock in Fa. Heinrich Humpert, Brilon (Schlagton f1)